# Cool!
Cool! is een Nederlandse film uit 2004 van Theo van Gogh naar een scenario van Theodor Holman en Gijs van de Westelaken over criminele jongeren. 

## Verhaal
Katja Schuurman speelt Mabel, een meisje van goede komaf, dat het spannend vindt om in gangsterkringen rond te hangen.

## Rolverdeling
- Katja Schuurman - Mabel
- Johnny de Mol - Prof
- Fouad Mourigh - Abdel
- Thijs Römer - Rob
- Farhane El Hamchaoui - Mohammed
- Jones Kruijne - Hamid
- Steve Hooi - Simon
- Julliën de Roover - Jeffrey
- Remco Alberts - Jacky
- Gijs Naber - Bert

Cameo-optreden van
- Gerrit Zalm - Bankdirecteur

## Trivia
- De film is gedeeltelijk opgenomen in de Glen-Millsschool in Wezep. Diverse pupillen van die school en andere jeugdinrichtingen spelen mee in de film.
- Hoewel het script van de film van eerder dateert, werd de naam Mabel pas bedacht in de tijd dat de Nederlandse pers uitvoerig berichtte over het verleden van Mabel Wisse Smit.
- Zorginstelling de Hoenderloo Groep financierde de film om aandacht te vragen voor de jeugdzorg.
- Nederlands grootste bioscoopexploitant Pathé besloot de film niet te vertonen. Volgens Van Gogh was dit te wijten aan een vete tussen hem en Pathé-programmeur Jacques Goderie. Volgens Pathé ging het om een zuiver commerciële beslissing. De Hoenderloo Groep diende vanwege deze kwestie een klacht in bij de NMa.